# Hemithea melalopha
Hemithea melalopha är en fjärilsart som beskrevs av Louis Beethoven Prout 1931. Hemithea melalopha ingår i släktet Hemithea och familjen mätare. Inga underarter finns listade i Catalogue of Life.